# Brachyscias verecundus
Brachyscias verecundus är en växtart i släktet Brachyscias och familjen flockblommiga växter.
Arten förekommer i västra Australien. Den beskrevs av Jennifer M. Hart och Murray J. Henwood.